# パリ変奏曲
『パリ変奏曲』（パリへんそうきょく）は宝塚歌劇団のミュージカル作品。
雪組公演。
併演作品は『ゴールデン・ドリーム』。

## 概要
※「宝塚歌劇100年史（舞台編）」の宝塚大劇場公演のデータを参照
ヨーロッパ小国の領主が、国の財政を立て直すためにパリに出てきて、手袋屋の売り子と恋に落ちるという物語をコメディ仕立てにした作品。オペレッタの曲を随所に取り入れている。
花組から異動の高汐巴がこの公演から出演。

## 物語
※「宝塚歌劇100年史（舞台編）」の宝塚大劇場公演のデータを参照
破産に追い込まれたボルスタイン伯爵家の世継ぎのカールは、持参金付きのスペイン貴族の娘との政略結婚を避けるためパリに逃げ出し、手袋屋のリリーと出会う。

## 公演期間と公演場所
- 1982年11月12日 - 12月21日（第一回・新人公演：11月26日、第二回・新人公演：12月10日）　宝塚大劇場
- 1983年3月4日 - 3月29日（新人公演：3月16日）　東京宝塚劇場

## 主な配役
- カール - 麻実れい（本公演）
  - 新人公演（宝塚第一回・東京）：奈々央とも
  - 新人公演（宝塚第二回）：杜けあき

- リリー - 遥くらら（本公演）
  - 新人公演（宝塚第一回・東京）：立原かえ
  - 新人公演（宝塚第二回）：北原遥子

## 宝塚大劇場公演のデータ
形式名は「ミュージカル・プレイ」。8場。

### スタッフ（宝塚大劇場）
- 作・演出：太田哲則
- 音楽：吉崎憲治、橋本和明
- 音楽指揮：岡田良機
- 振付：中川久美
- 装置：石浜日出雄
- 衣装：任田幾英
- 照明：今井直次
- 音響：松永浩志
- 小道具：万波一重
- 効果：川ノ上智洋
- 合唱指導：橋本和明
- 演出助手：中村暁
- 制作：武井泰治